# NGC 1580
NGC 1580 (другие обозначения — MCG -1-12-11, IRAS04258-0517, PGC 15189) — спиральная галактика в созвездии Эридана. Открыта Эдуардом Стефаном в 1877 году. Описание Дрейера: «очень тусклый, очень маленький объект круглой формы, пёстрый, но детали неразличимы». Галактика удаляется от Млечного Пути со скоростью 4265 км/с и удалена на 200 миллионов световых лет. Её диаметр составляет около 60 тысяч световых лет.
Специальное исследование установило, что разброс в параметрах между группой галактик вокруг  NGC 1600, включающих NGC 1580, слишком велик для того, что бы считать их единым скоплением.
Этот объект входит в число перечисленных в оригинальной редакции «Нового общего каталога».